# Íquira
Íquira är en ort i Colombia.   Den ligger i departementet Huila, i den centrala delen av landet, 280 km sydväst om huvudstaden Bogotá. Íquira ligger 1 106 meter över havet och antalet invånare är 3 942.
Terrängen runt Íquira är kuperad åt sydost, men åt nordväst är den bergig. Runt Íquira är det ganska glesbefolkat, med 38 invånare per kvadratkilometer. Närmaste större samhälle är Yaguará, 13,1 km öster om Íquira. Omgivningarna runt Íquira är huvudsakligen savann.